# Alqueidão da Serra
Alqueidão da Serra ist eine Gemeinde (Freguesia) im portugiesischen Kreis Porto de Mós. In ihr leben 1549 Einwohner (Stand 19. April 2021).

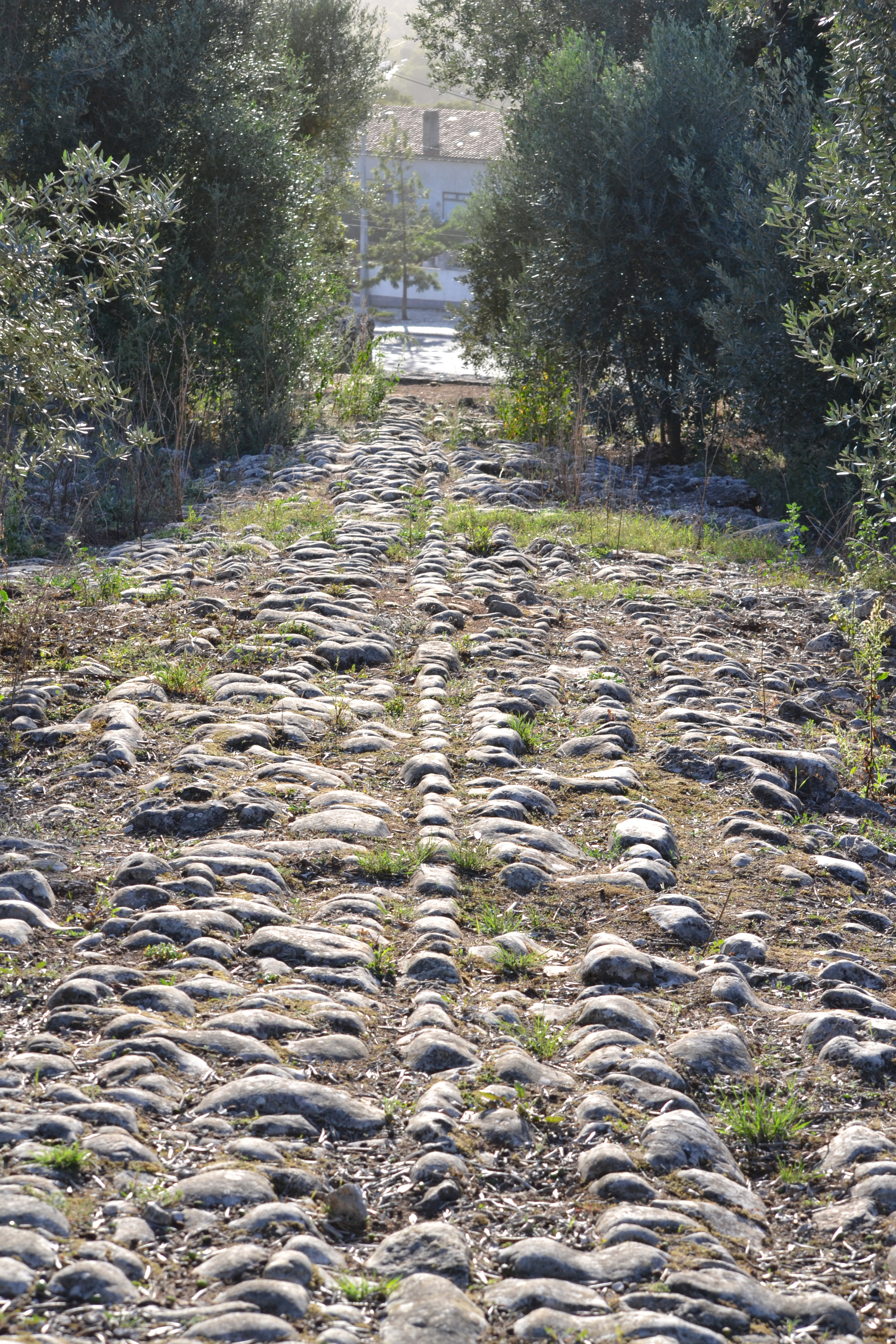
Via Romana